# Тетрастаннид пентаиттрия
Тетрастаннид пентаиттрия — бинарное интерметаллическое неорганическое соединение
иттрия и олова
с формулой Y5Sn4,
кристаллы.

## Получение
- Сплавление стехиометрических количеств чистых веществ:

{\displaystyle {\mathsf {5Y+4Sn\ {\xrightarrow {1790^{o}C}}\ Y_{5}Sn_{4}}}}

## Физические свойства
Тетрастаннид пентаиттрия образует кристаллы
ромбической сингонии,
пространственная группа P mna,
параметры ячейки a = 0,805 нм, b = 1,525 нм, c = 0,805 нм, Z = 4,
структура типа пентасамарийтетрагермания Ge4Sm5
.
Соединение образуется по перитектической реакции при температуре 1790°C .